# Clorură de mercur (II)
Clorura de mercur (II) sau clorura mercurică, biclorură de mercur, folosit în trecut în medicină sub denumirea sublimat corosiv, este o sare a acidului clorhidric cu mercurul divalent cu formula chimică HgCl2.

## Obținere
Se obține în urma reacției oxidului de mercur(II) cu acidul clorhidric:

{\displaystyle HgO\,+\,2HCl\,\rightarrow \,HgCl_{2}\,+\,H_{2}O}

## Proprietăți

### Chimice
Adăugată la soluții sărurilor stanoase (de staniu divalent), clorura mercurică este redusă la clorura mercuroasă:
2HgCl2 + SnCl2 = Hg2Cl2 + SnCl4

## Utilizare

### Chimice
Clorura de mercur (II) (clorura mercurică) se utilizează la reacții chimice în laborator și la preperarea reactivului Nessler.

### Medicale
În trecut, înainte de era antibioticelor, era una dintre cele mai utilizate tratamente pentru sifilis. Căile de administrare erau inhalatorii, orale, parenterale și topice. Din cauza toxicității clorurii mercurice, simptomele intoxicației erau atât de comune în cazul celor tratați pentru sifilis în așa fel încât se credea că acestea erau de fapt simptomele infecției bacteriene. A fost întrebuințat ca dezinfectant sau ca antiseptic în soluție 10‰.  Soluțiile 1‰ și în concentrații mai mari, de până la 1%, sunt acaricide și insecticide. A fost întrebuințat și ca insecticid în pediculoza umană. În prezent pentru îndepărtarea lindenilor se aplică frecții cu oțet, soluție de biclorură de mercur 1‰ sau cu acid acetic 5‰, după care se piaptănă.

## Efectele asupra sănătății
Contactul prelungit cu pielea poate cauza dermatite sau chiar moartea. Ingerarea poate cauza acumularea de mercur în țesuturi, - la gravide - efecte adverse fătului (deoarece trece cu mare ușurință prin placentă), iritații gastrointestinale, vărsături, diaree, spasme musculare (tremurări), încetinirea funcțiilor motorii, boli cardiace și chiar moartea [doza letală prin ingerare (LD50) este de 0,02 grame]. Inhalarea poate cauza disturbarea sistemului nervos central incluzând depresii, anxietate, incoordonare musculară și instabilitate emoțională. Inhalarea acută de vapori de mercur poate cauza arsuri grave ale tractului respirator. Expunerea la compuși ai mercurului cauzează decolorarea lentilelor oculare (nu afectează vederea și din această cauză persoana nu observă la timp), iritații severe ale ochilor sau chiar arsuri. Contactul ochilor cu săruri de mercur cauzează ulcerații ale conjunctivei și corneei.